# 択捉型海防艦
択捉型海防艦（えとろふがたかいぼうかん）は、日本海軍が第二次世界大戦において運用した海防艦である。占守型海防艦を原型とし、南方航路の船団護衛に用いられた。計画名は占守型とおなじく甲型であり、艦艇類別等級別表における公式類別上は占守型に属するが、基本計画番号はE19と異なる。1943年から1944年にかけて同型艦14隻が就役している。

## 概要
太平洋戦争の開戦をにらみ、日本は緒戦で占領予定の南方地域からの資源輸送について、その航路護衛兵力が不足していることに気が付いた。そのため、長大な航続距離をもつ占守型海防艦を新規護衛艦の原型とすることに決定し、昭和16年度戦時建造計画（マル急計画）において30隻の建造が計画された。択捉型の基本設計は1941年（昭和16年）10月10日に決定され、建造が開始された。うち、1942年2月14日の海防艦乙型の設計完了により16隻が海防艦乙型（御蔵型）として建造されることになり、さらにそのうち1943年7月5日の海防艦改乙型（日振型、鵜来型）の設計完了により8隻が海防艦改乙型として建造されることになる。
占守型をわずかに簡易化しただけのものであり、戦時に必要である設計の簡素化・工期の短縮はほとんど行われなかった。占守型との相違点は、爆雷搭載数の増加（18個→36個）、舵および艦首の簡易化・直線化、軍艦籍でないことによる居住設備の簡略化などである。しかし、南方航路への投入が計画されていたにもかかわらず、暖房用の補助缶は搭載されたままであった。工期は、平均11ヶ月であった。
本型の評価は、本来の目的であった戦時急造が行えなかった事と、初期の設計では対潜・対空兵装が不足していたことから、必ずしも高いものではない。

## 同型艦
- 択捉（えとろふ） - 仮称第310号艦。艦名は北海道の千島列島の一島、択捉島にちなむ。1943年5月15日、日立造船桜島造船所で竣工。稚内にて終戦。復員輸送艦として使用された後、1947年8月、賠償艦としてアメリカへ引渡し後、解体された。
- 松輪（まつわ） - 仮称第311号艦。艦名は千島列島の一島、松輪島にちなむ。1943年3月23日、三井造船玉野造船所で竣工。1944年8月22日、ヒ71船団の護衛中、アメリカの潜水艦「ハーダー」の雷撃により、マニラ沖にて喪失。
- 佐渡（さど） - 仮称第312号艦。艦名は新潟県の佐渡島にちなむ。1943年3月27日、日本鋼管鶴見造船所で竣工。1944年8月22日、ヒ71船団の護衛中、アメリカの潜水艦「ハッド」の雷撃により、マニラ沖にて喪失。
- 隠岐（おき） - 仮称第313号艦。艦名は島根県の隠岐島にちなむ。1943年3月28日、浦賀船渠で竣工。プサンにて終戦。復員輸送艦として使用された後、1947年8月、賠償艦として中華民国へ引渡し、固安（Gu-An）に改称。1949年4月、青島にて中華人民共和国に鹵獲され、長白（Chang-Pai）に改称。後に敷設艇に改造。1982年除籍・解体された。
- 六連（むつれ） - 仮称第314号艦。艦名は山口県の六連島にちなむ。1943年7月31日、日立造船桜島造船所で竣工。1943年9月2日、アメリカの潜水艦「スナッパー」の雷撃により、トラック島北方にて喪失。
- 壱岐（いき） - 仮称第315号艦。艦名は長崎県の壱岐島にちなむ。1943年5月31日、三井造船玉野造船所で竣工。1944年5月24日、アメリカの潜水艦「レイトン」の雷撃により、ボルネオ島西方にて喪失。
- 対馬（つしま） - 仮称第316号艦。艦名は長崎県の対馬にちなむ。1943年7月28日、日本鋼管鶴見造船所で竣工。佐世保にて終戦。1947年7月、賠償艦として中華民国へ引渡し、臨安（Lin-An）に改称。後に敷設艇に改造。1963年除籍・解体された。
- 若宮（わかみや） - 仮称第317号艦。艦名は長崎県の若宮島にちなむ。1943年8月10日、三井造船玉野造船所で竣工。1943年11月23日、アメリカの潜水艦「ガジョン」の雷撃により、上海東方にて喪失。
- 平戸（ひらと[2]） - 仮称第318号艦。艦名は長崎県の平戸島にちなむ。1943年9月28日、日立造船桜島造船所で竣工。1944年9月12日、ヒ72船団旗艦として行動中、アメリカの潜水艦「グロウラー」の雷撃により、海南島東方にて喪失。
- 福江（ふかえ[3]） - 仮称第319号艦。艦名は長崎県の五島列島の一島、福江島にちなむ。1943年6月28日、浦賀船渠で竣工。復員輸送艦として使用された後、1947年7月、賠償艦としてイギリスへ引渡し後、解体された。
- 天草（あまくさ） - 仮称第321号艦。艦名は熊本県の天草諸島にちなむ。1943年11月20日、日立造船桜島造船所で竣工。1945年8月9日、イギリスの空母「フォーミダブル」艦載機の攻撃により、女川湾にて喪失。
- 満珠（まんじゅ） - 仮称第323号艦。艦名は山口県の満珠島にちなむ。1943年11月30日、三井造船玉野造船所で竣工。1945年4月3日、香港で爆撃を受け大破・擱座。浮揚のうえ終戦時は同地で修理中だったが、1947年に解体されたとされていた。実際はその後、中華人民共和国に鹵獲され、南寧（Nan Ning）に改称。修復の後、中国人民解放軍南海艦隊の旗艦となり、1979年除籍・解体された。
- 干珠（かんじゅ） - 仮称第325号艦。艦名は山口県の干珠島にちなむ。1943年10月30日、浦賀船渠で竣工。1945年8月15日、ソ連機の敷設した機雷により大破のため、自沈処分された。
- 笠戸（かさど） - 仮称第330号艦。艦名は山口県の笠戸島にちなむ。1944年2月27日、浦賀船渠で竣工。小樽にて終戦。1948年に解体された。